# ルドルフ1世 (ライン宮中伯)
ルドルフ1世（Rudolf I., 1274年10月4日 - 1319年8月12日）は、上バイエルン公、ライン宮中伯。上バイエルン公兼ライン宮中伯ルートヴィヒ2世とローマ王ルドルフ1世の娘マティルデの長男。後に神聖ローマ皇帝に選出されたルートヴィヒ4世の兄。

## 生涯
父の死により、ライン宮中伯と上バイエルン公になった（バイエルンは弟のルートヴィヒ4世と共に相続）。舅のローマ王アドルフを援助しようとしたが、アドルフが母方の叔父のアルブレヒト1世に討たれると立場が悪化、アルブレヒト1世の圧力を受けてルートヴィヒ4世を正式に共同君主として受け入れざるを得なかった。1308年、アルブレヒト1世が暗殺されると新たに選出されたハインリヒ7世に従い、イタリアにも同行した。
1313年にルートヴィヒ4世と対立、内戦を始めた。また、ハインリヒ7世の死後にルートヴィヒ4世がローマ王に選出されたが、ルドルフ1世は反対に従弟のオーストリア公フリードリヒ3世に投票、対立王に選出した。しかし、1317年にルートヴィヒ4世に敗北、廃位された。その後イングランドで没したとされる。
ライン宮中伯は長男アドルフが継いだが、傀儡に過ぎず、実権はルートヴィヒ4世に握られていた。1329年に和睦、次男のルドルフ2世がライン宮中伯を継ぐ事を許された。以後ヴィッテルスバッハ家はルドルフ1世の子孫がプファルツ系ヴィッテルスバッハ家として存続、ルートヴィヒ4世の子孫がバイエルン系ヴィッテルスバッハ家として続いた。1400年にローマ王に選出されたループレヒトは曾孫、1777年に断絶したバイエルン系ヴィッテルスバッハ家を継いだプファルツ＝ズルツバッハ家出身のカール4世フィリップ・テオドールはさらにその子孫である。

## 家族
1294年9月1日にローマ王アドルフの娘メヒティルトとニュルンベルクで結婚した。
1. ルートヴィヒ（1297年 - 1311年）
2. アドルフ（1300年 - 1327年） - ライン宮中伯
3. ルドルフ2世（1306年 - 1353年） - ライン宮中伯
4. ループレヒト1世（1309年 - 1390年） - ライン宮中伯、のちプファルツ選帝侯
5. マティルデ（1312年? - 1375年） - 1330年にシュポンハイム伯ヨハン3世と結婚
6. アンナ（1318年 - 1319年）